# 自欢喜经
《自欢喜经》，南传上座部佛教《巴利文大藏经》中的长部第二十八部经。
該經講述佛陀在那烂陀附近园林时，舍利弗赞叹佛陀教法，如四念处、四正勤、四神足、五根、五力、七觉支、八正道、六入、四入胎、四记心、四见定、七人施设、四通行等。
该佛经在北传佛教的《大正新修大藏经》对应经典为《長阿含經·自歡喜經》（第1部第76卷）、《信佛功德經》（第1部第255卷）、《雜阿含經》（第2部第130C卷）。